# Maurice Ager
Maurice Ager (ur. 9 lutego 1984 w Detroit) – amerykański koszykarz na co dzień grający w lidze NBA, w drużynie Minnesota Timberwolves na pozycji rzucającego obrońcy.
Przed przybyciem do NBA bronił barw uczelnianej drużyny Michigan State Spartans. W 2006 r. wybrany został w drafcie przez Dallas Mavericks z numerem 28.